# 特哈迪略斯
特哈迪略斯，是西班牙卡斯蒂利亚-拉曼恰昆卡省的一个市镇。总面积63平方公里，总人口166人（2001年），人口密度3人/平方公里。